# Liliensternus
Liliensternus ("de Lilienstern") és un gènere representat per una única espècie de dinosaure teròpode celofísid, que va viure a la fi del període Triàsic, fa aproximadament 215 milions d'anys, en el Norià, en el que avui és Europa. Liliensternus fou trobat originalment a Alemanya durant el 1934 i anomenat Halticosaurus liliensternus per Friedrich von Huene. En 1984 Samuel Paul Welles li crea el seu propi gènere en honor de Dr. Hugo Rühle von Lilienstern, separant-ho d'Halticosaurus longotarsus. Liliensternus mitjana aproximadament 5,15 metres de llarg, i pesat al voltant de 127 quilograms. Havent d'habeer predado herbívors com el plateosaure. L'espècie tipus és Liliensternus liliensterni, una segona espècie Liliensternus airelensis, que posseïa un parell ectas de pleurocoelos en la vèrtebres cervicals, és avui considerada un gènere separat, Lophostropheus.